# Mar Chiquita
Mar Chiquita (znamená Malé moře také španělsky Mar de Ansenuza) je bezodtoké slané vysychající jezero na severozápadě pampy v provincii Córdoba v Argentině. Za vysokého stavu vody zasahuje na sever až do provincie Santiago del Estero. Nachází se v rozsáhlé mělké bažinaté propadlině východně od hor Sierra de Córdoba. Má rozlohu přibližně 2000 - 6000 km². Je 80 km dlouhé a maximálně 45 km široké. Průměrně je hluboké 3 až 4 m a dosahuje maximální hloubky 10 m. Leží v nadmořské výšce 66 m.

## Pobřeží
Pobřeží je nízké, převážně bažinaté a také písčité

## Vodní režim
Z východu z hor Sierra de Córdoba přitékají řeky Rio Primero a Rio Segundo. Největším přítokem je ze severozápadu Dulce.

## Vlastnosti vody
Slanost vody značně kolísá od 40 ‰ do 250 ‰ podle toho, jak je rok bohatý na srážky.